# 塩化銅(II)
塩化銅（II）（えんかどう に、英: copper(II) chloride）は、組成式が CuCl2 と表される銅の塩化物である。無水物と二水和物がある。無水物は褐色がかった黄色であり、二水和物は青緑色の結晶である。潮解性があり、無水物は吸湿性もある。水和物は110℃で無水物になる。993℃まで熱すると、塩化銅(I)と塩素に分解する。水に溶けやすく、メタノール、エタノール、アセトン、酢酸エチルなどに可溶。CAS登録番号は[7447-39-4]。有毒で、毒物及び劇物取締法により、劇物に指定されている。また、電気分解によって、塩素と銅に分解できることから中学校の理科で電気分解の学習にも用いられる。花火の緑色の発色剤としても用いられる。

## 構造
塩化銅(II)無水物はヨウ化カドミウム構造を歪めた構造をしている。これは、ほとんどの銅(II)化合物にみられるヤーン・テラー効果によるものである。
塩化銅(II)二水和物は非常に歪んだ八面体構造をしており、銅イオンを取り囲む2つの水配位子と4つの塩素配位子は隣の別の銅イオンと非対称的に橋架け構造をとっている。

## 合成
赤熱した銅線を塩素の中に入れると褐色の煙として発生する。
{\displaystyle {\ce {Cu +Cl2->CuCl2}}}
また、固体として発生させたい場合は塩酸の中に酸化銅をいれ、二日放置し、それを濾過した後に加熱蒸発すると手に入れることができる。
塩酸が手に入らない場合はNEOナイスなどのトイレ洗剤を利用しても可能であるが、サンポールなどの、液に色がついている物は向いていない。
{\displaystyle {\ce {CuO +2HCl->CuCl2 +H2O}}}{\displaystyle {\ce {Cu +2HCl +H2O2->CuCl2 +2H2O}}}
他にも、塩酸に銅を入れたのちに過酸化水素を入れると生成する。